# Rajd Finlandii 1990
Rajd Finlandii 1990 (40. 1000 Lakes Rally) – 40 Rajd Finlandii rozgrywany w Finlandii w dniach 22-27 sierpnia. Była to ósma runda Rajdowych Mistrzostw Świata w roku 1990. Rajd został rozegrany na nawierzchni szutrowej. Bazą rajdu było miasto Jyväskylä.

## Wyniki końcowe rajdu[1]
| Msc. | Kierowca           | Pilot             | Samochód                   | Czas    | Strata | Grupa | Punkty |
| ---- | ------------------ | ----------------- | -------------------------- | ------- | ------ | ----- | ------ |
| 1.   | Carlos Sainz       | Luis Moya         | Toyota Celica GT-Four      | 04:40.6 | -      | A9    | 20     |
| 2.   | Ari Vatanen        | Bruno Berglund    | Mitsubishi Galant VR-4     | 04:41.1 | +0:19  | A9    | 15     |
| 3.   | Kenneth Eriksson   | Staffan Parmander | Mitsubishi Galant VR-4     | 04:45.5 | +4:58  | A9    | 12     |
| 4.   | Markku Alén        | Ilkka Kivimäki    | Subaru Legacy RS           | 04:46.5 | +5:52  | A9    | 10     |
| 5.   | Juha Kankkunen     | Juha Piironen     | Lancia Delta Integrale 16V | 04:47.1 | +6:15  | A9    | 8      |
| 6.   | Timo Salonen       | Voitto Silander   | Mazda 323 GTX              | 04:49.0 | +8:07  | A9    | 6      |
| 7.   | Lasse Lampi        | Pentti Kuukkala   | Mitsubishi Galant VR-4     | 04:50.1 | +9:19  | A9    | 4      |
| 8.   | Sebastian Lindholm | Timo Hantunen     | Lancia Delta Integrale 16V | 04:50.5 | +9:56  | A9    | 3      |
| 9.   | Esa Saarenpää      | Olli Männistö     | Audi 90 Quattro            | 05:04.3 | +23:31 | A9    | 2      |
| 10.  | Risto Buri         | Jyrki Stenroos    | Audi 200 Quattro           | 05:05.1 | +24:11 | A9    | 1      |

## Klasyfikacja po 8 rundach
Tabele przedstawiają tylko pięć pierwszych miejsc.

### Kierowcy
| Lp. | Kierowca        | Pkt |
| --- | --------------- | --- |
| 1   | Carlos Sainz    | 115 |
| 2   | Didier Auriol   | 67  |
| 3   | Massimo Biasion | 64  |
| 4   | Juha Kankkunen  | 50  |
| 5   | Mikael Ericsson | 26  |

### Producenci
| Lp. | Producent  | Pkt |
| --- | ---------- | --- |
| 1   | Lancia     | 124 |
| 2   | Toyota     | 111 |
| 3   | Subaru     | 31  |
| 4   | Mitsubishi | 27  |
| 5   | Renault    | 24  |